# DPMI
En informàtica, el DOS Protected Mode Interface (Interfície de Mode Protegit per a DOS, abreujat DPMI) és una especificació introduïda el 1989 que permet un programa d'DOS executar en mode protegit, permetent així l'accés a moltes possibilitats del processador que no estan disponibles en manera real. Va ser desenvolupada inicialment per Microsoft per Windows 3.0, tot i que Microsoft més tard va donar control sobre l'especificació a un comitè d'indústria. Gairebé tots els extensors de DOS es basen en DPMI, i permeten als programes de DOS accedir a tota la memòria disponible al PC i executar-se en mode protegit.
Un servei DPMI pot ser de 16-bit, 32-bit, o "universal". Pot ser proveït pel sistema operatiu amfitrió (virtual DPMI host) o per un extensor de DOS (DOS estendre), com DOS/4GW, DOS/32A, CWSDPMI o HDPMI.